# Renata Chlumska
Renata Chlumska, en tchèque : Renata Chlumská, née 9 décembre 1973 à Malmö, Suède, est une alpiniste. Née de parents tchèques, elle possède les nationalités suédoise et tchèque.

## Biographie
En 1999, elle devient la première suédoise ou tchèque à gravir l'Everest. De 2005 à 2006, elle a accompli une épreuve sportive appelée Around America Adventure à travers 48 États des États-Unis. Elle a pagayé en kayak de Seattle à San Diego, acheminé le kayak en vélo de San Diego à Brownsville (Texas), puis de nouveau en kayak de Floride à Eastport (Maine) et retour en vélo jusqu'à Seattle.
Elle était fiancée à Göran Kropp lorsqu'il mourut dans un accident de montagne.